# Onthophagus pseudobidens
Onthophagus pseudobidens là một loài bọ cánh cứng trong họ Bọ hung (Scarabaeidae).